# کاروانسرای محمدآباد پل ابریشم
کاروانسرای محمدآباد پل ابریشم مربوط به دوره صفوی است و در شهرستان شاهرود، روستای محمدآباد واقع شده و این اثر در تاریخ ۱۶ آبان ۱۳۷۹ با شمارهٔ ثبت ۲۸۵۰ به‌عنوان یکی از آثار ملی ایران به ثبت رسیده است.